# Maladie de Cacchi-Ricci
 (janvier 2012).
Si vous disposez d'ouvrages ou d'articles de référence ou si vous connaissez des sites web de qualité traitant du thème abordé ici, merci de compléter l'article en donnant les références utiles à sa vérifiabilité et en les liant à la section « Notes et références ».
 Mise en garde médicale
La maladie de Cacchi-Ricci, ou « rein en éponge » (Ectasie canaliculaire précalicielle), est une maladie rénale congénitale associée à un haut risque de lithiase urinaire et de néphrocalcinose.
Le diagnostic se fait par uroscanner avec injection de contraste.

## Epidémiologie
Elle apparaît généralement sporadiquement, avec toutefois quelques cas familiaux rapportés.
Sa prévalence  en population générale n'est pas connue.

## Aspects de la maladie
Cette maladie est une anomalie congénitale qui peut être unilatérale ou bilatérale (toucher 1 ou 2 reins) ou être limitée à un secteur du rein. Cette anomalie est constituée par des ectasies des canalicules précaliciels au sein desquels peuvent ainsi précipiter de petites lithiases dont la disposition est alors caractéristique. Cette affection est parfois associée à une hypercalciurie et peut jouer un rôle dans la lithiase rénale notamment en provoquant un phénomène de stase. Cette affection est souvent associée à des anomalies des voies biliaires (maladie de Caroli).

## Histoire
La première description de cette pathologie fut publiée par un radiologiste italien, Guerrino Lenarduzzi, en 1939, dans le Proceedings of the Venetian Regional Association of Radiologists. Le cas de ce vétéran italian, C... Rino, fut ensuite redécrit 10 ans plus tard par un urologue italien Roberto Cacchi et un pathologiste Vincenzo Ricci dans un article publié en français "Sur une rare maladie kystique multiple des pyramides rénales. Le "rein en éponge" dans le Journal d'Urologie.

## Physiopathologie
Bien que la physiopathologie de la maladie de Cacchi-Ricci n'a pas encore été élucidée, son association à différentes malformations (hémihypertrophie, syndrome de Beckwith-Wiedemann) suggère qu'il s'agirait d'un trouble du développement.